# 2022-es WTA 125K versenysorozat
A 2022-es WTA 125K versenysorozat a WTA által szervezett nemzetközi versenysorozat az élvonalat követő profi női teniszezők számára. A tornák mindegyikének díjalapja 115 000 amerikai dollár.

## Szerezhető ranglistapontok
Rövidítések: Gy=győzelem; D=döntős; ED=elődöntős; ND=negyeddöntős; R16=16 között; R32=32 között; Q=kvalfikációt szerzett; Q2=kvalifikáció 2. fordulója; Q1=kvalifikáció 1. fordulója.
| Esemény               | Gy  | D  | ED | ND | R16 | R32 | R64 | R128 | Q | Q2 | Q1 |
| --------------------- | --- | -- | -- | -- | --- | --- | --- | ---- | - | -- | -- |
| Egyéni (32 résztvevő) | 160 | 95 | 57 | 29 | 15  | 1   | –   | –    | 6 | 4  | 1  |
| Páros (16 pár)        | 160 | 95 | 57 | 29 | 1   | –   | –   | –    | – | –  | –  |
| Páros (8 pár)         | 160 | 95 | 57 | 1  | –   | –   | –   | –    | – | –  | –  |

## Versenynaptár
| Kezdő dátum   | Torna | Bajnok                                                   | Döntős                                  | Elődöntősök                             | Negyeddöntősök                                                              |
| ------------- | --- | -------------------------------------------------------- | --------------------------------------- | --------------------------------------- | --------------------------------------------------------------------------- |
| Március 28    | Andalucía Open Marbella, Spanyolország $115,000 – Salak – 32E/8P                                         | Mayar Sherif 7–6(1), 6–4                                 | Tamara Korpatsch                        | Danka Kovinić Océane Dodin              | Martina Trevisan Anna Karolína Schmiedlová Udvardy Panna Rebeka Masarova    |
| Március 28    | Andalucía Open Marbella, Spanyolország $115,000 – Salak – 32E/8P                                         | Irina Bara Ekaterine Gorgodze 6–4, 3–6, [10–6]           | Vivian Heisen Katarzyna Kawa            | Danka Kovinić Océane Dodin              | Martina Trevisan Anna Karolína Schmiedlová Udvardy Panna Rebeka Masarova    |
| Május 2       | L'Open 35 de Saint-Malo Saint-Malo, Franciaország $115,000 – Salak – 32E/16Q/16P                         | Beatriz Haddad Maia 7–6(3), 6–1                          | Anna Blinkova                           | Maryna Zanevska Magdalena Fręch         | Madison Brengle Claire Liu Bernarda Pera Magda Linette                      |
| Május 2       | L'Open 35 de Saint-Malo Saint-Malo, Franciaország $115,000 – Salak – 32E/16Q/16P                         | Hozumi Eri Ninomija Makoto 7–6(1), 6–1                   | Estelle Cascino Jessika Ponchet         | Maryna Zanevska Magdalena Fręch         | Madison Brengle Claire Liu Bernarda Pera Magda Linette                      |
| Május 9       | Trophee Lagardère Párizs, Franciaország $115,000 – Salak – 32E/16Q/16P                                   | Claire Liu 6–3, 6–4                                      | Beatriz Haddad Maia                     | Kaia Kanepi Ana Bogdan                  | Donna Vekić Varvara Gracsova Elsa Jacquemot Magdalena Fręch                 |
| Május 9       | Trophee Lagardère Párizs, Franciaország $115,000 – Salak – 32E/16Q/16P                                   | Beatriz Haddad Maia Kristina Mladenovic 5–7, 6–4, [10–4] | Okszana Kalasnikova Kato Miju           | Kaia Kanepi Ana Bogdan                  | Donna Vekić Varvara Gracsova Elsa Jacquemot Magdalena Fręch                 |
| Május 9       | Karlsruhe Open Karlsruhe, Németország $115,000 – Salak – 32E/16Q/16P                                     | Mayar Sherif 6–2, 6–4                                    | Bernarda Pera                           | Anna-Lena Friedsam Bondár Anna          | Gálfi Dalma Mai Hontama Eva Lys Udvardy Panna                               |
| Május 9       | Karlsruhe Open Karlsruhe, Németország $115,000 – Salak – 32E/16Q/16P                                     | Mayar Sharif Udvardy Panna 5–7, 6–4, [10–2]              | Jana Szizikova Alison Van Uytvanck      | Anna-Lena Friedsam Bondár Anna          | Gálfi Dalma Mai Hontama Eva Lys Udvardy Panna                               |
| Május 31      | Makarska International Championships Makarska, Horvátország $115,000 – Salak – 32E/16Q/16P               | Jule Niemeier 7–5, 6–1                                   | Elisabetta Cocciaretto                  | Anna Karolína Schmiedlová Linda Nosková | Olga Danilović Clara Burel Tara Würth Anasztaszija Gaszanova                |
| Május 31      | Makarska International Championships Makarska, Horvátország $115,000 – Salak – 32E/16Q/16P               | Dalila Jakupović Tena Lukas 5–7, 6–2, [10–5]             | Olga Danilović Aleksandra Krunić        | Anna Karolína Schmiedlová Linda Nosková | Olga Danilović Clara Burel Tara Würth Anasztaszija Gaszanova                |
| Június 6      | Open de Valencia Valencia, Spanyolország $115,000 – Salak – 32E/16Q/16P                                  | Cseng Csin-ven 6–4, 4–6, 6–3                             | Vang Hszi-jü                            | Nuria Párrizas Díaz Mirjam Björklund    | Julia Grabher Jani Réka Luca Arantxa Rus Viktorija Tomova                   |
| Június 6      | Open de Valencia Valencia, Spanyolország $115,000 – Salak – 32E/16Q/16P                                  | Aliona Bolsova Rebeka Masarova 6–0, 6–3                  | Alekszandra Panova Arantxa Rus          | Nuria Párrizas Díaz Mirjam Björklund    | Julia Grabher Jani Réka Luca Arantxa Rus Viktorija Tomova                   |
| Június 13     | Veneto Open Internazionali Confindustria Venezia e Rovigo Gaiba, Olaszország $115,000 – Fű – 32E/16Q/16P | Alison Van Uytvanck 6–4, 6–3                             | Sara Errani                             | Harmony Tan Diane Parry                 | Ylena In-Albon Ana Bogdan Tatjana Maria Katerina Baindl                     |
| Június 13     | Veneto Open Internazionali Confindustria Venezia e Rovigo Gaiba, Olaszország $115,000 – Fű – 32E/16Q/16P | Madison Brengle Claire Liu 6–4, 6–3                      | Vitalija Gyjacsenko Okszana Kalasnikova | Harmony Tan Diane Parry                 | Ylena In-Albon Ana Bogdan Tatjana Maria Katerina Baindl                     |
| Július 4      | Nordea Open Båstad, Svédország $115,000 – Salak – 32E/16Q/16P                                            | Jang Su-jeong 3–6, 6–3, 6–1                              | Rebeka Masarova                         | Viktorija Tomova Lauren Davis           | Mihaela Buzărnescu Udvardy Panna Rebecca Peterson Anna Karolína Schmiedlová |
| Július 4      | Nordea Open Båstad, Svédország $115,000 – Salak – 32E/16Q/16P                                            | Doi Miszaki Rebecca Peterson játék nélkül                | Mihaela Buzărnescu Irina Hromacsova     | Viktorija Tomova Lauren Davis           | Mihaela Buzărnescu Udvardy Panna Rebecca Peterson Anna Karolína Schmiedlová |
| Július 4      | Grand Est Open 88 Contrexéville, Franciaország $115,000 – Salak – 32E/16Q/16P                            | Sara Errani 6–4, 1–6, 7–6(4)                             | Gálfi Dalma                             | Bondár Anna Cristina Bucșa              | Olivia Gadecki Jasmine Paolini Jessika Ponchet Camilla Rosatello            |
| Július 4      | Grand Est Open 88 Contrexéville, Franciaország $115,000 – Salak – 32E/16Q/16P                            | Ulrikke Eikeri Tereza Mihalíková 7–6(8), 6–2             | Han Hszin-jün Alekszandra Panova        | Bondár Anna Cristina Bucșa              | Olivia Gadecki Jasmine Paolini Jessika Ponchet Camilla Rosatello            |
| Augusztus 1   | Iași Open Iași, Románia $115,000 – Salak – 32E/16Q/16P                                                   | Ana Bogdan 6–2, 3–6, 6–1                                 | Udvardy Panna                           | Darja Asztahova Maja Chwalińska         | Paula Ormaechea Ekaterine Gorgodze Rebeka Masarova Kristina Mladenovic      |
| Augusztus 1   | Iași Open Iași, Románia $115,000 – Salak – 32E/16Q/16P                                                   | Darja Asztahova Andreea Roșca 7–5, 5–7, [10–7]           | Jani Réka Luca Udvardy Panna            | Darja Asztahova Maja Chwalińska         | Paula Ormaechea Ekaterine Gorgodze Rebeka Masarova Kristina Mladenovic      |
| Augusztus 8   | Thoreau Tennis Open Concord, Egyesült Államok $115,000 – Kemény – 32E/16Q/16P                            | Coco Vandeweghe 6–3, 5–7, 6–4                            | Bernarda Pera                           | Vang Csiang Katrina Scott               | Clara Tauson Magdalena Fręch Taylor Townsend Katie Volynets                 |
| Augusztus 8   | Thoreau Tennis Open Concord, Egyesült Államok $115,000 – Kemény – 32E/16Q/16P                            | Varvara Flink Coco Vandeweghe 6–3, 7–6(3)                | Peangtarn Plipuech Moyuka Uchijima      | Vang Csiang Katrina Scott               | Clara Tauson Magdalena Fręch Taylor Townsend Katie Volynets                 |
| Augusztus 15  | Vancouver Open Vancouver, Kanada $115,000 – Kemény – 32E/16Q/16P                                         | Valendíni Gramatikopúlu 6–2, 6–4                         | Lucia Bronzetti                         | Emma Navarro Rebecca Peterson           | Madison Brengle Chloé Paquet Maddison Inglis Victoria Jiménez Kasintseva    |
| Augusztus 15  | Vancouver Open Vancouver, Kanada $115,000 – Kemény – 32E/16Q/16P                                         | Kato Miju Asia Muhammad 6–3, 7–5                         | Babos Tímea Angela Kulikov              | Emma Navarro Rebecca Peterson           | Madison Brengle Chloé Paquet Maddison Inglis Victoria Jiménez Kasintseva    |
| September 12  | Țiriac Foundation Trophy Bukarest, Románia $115,000 – Salak – 32E/16Q/8P                                 | Irina-Camelia Begu 6–3, 6–3                              | Jani Réka Luca                          | Maryna Zanevska Sara Errani             | Udvardy Panna Mayar Sherif Rebeka Masarova Katerina Baindl                  |
| September 12  | Țiriac Foundation Trophy Bukarest, Románia $115,000 – Salak – 32E/16Q/8P                                 | Aliona Bolsova Andrea Gámiz 7–5, 6–3                     | Jani Réka Luca Udvardy Panna            | Maryna Zanevska Sara Errani             | Udvardy Panna Mayar Sherif Rebeka Masarova Katerina Baindl                  |
| Szeptember 19 | Budapest Open 125 Budapest, Magyarország $115,000 – Salak – 32E/16Q/16P                                  | Tamara Korpatsch 7–6(3), 6–7(4), 6–0                     | Viktorija Tomova                        | Océane Dodin Bondár Anna                | Lauren Davis Anna Karolína Schmiedlová Arantxa Rus Tamara Zidanšek          |
| Szeptember 19 | Budapest Open 125 Budapest, Magyarország $115,000 – Salak – 32E/16Q/16P                                  | Bondár Anna Kimberley Zimmermann 6–3, 2–6, [10–5]        | Jesika Malečková Renata Voráčová        | Océane Dodin Bondár Anna                | Lauren Davis Anna Karolína Schmiedlová Arantxa Rus Tamara Zidanšek          |
| Október 17    | Open Capfinances Rouen Métropole Rouen, Franciaország $115,000 – Kemény (f) – 32E/8Q/16P                 | Maryna Zanevska 7–6(6), 6–1                              | Viktorija Golubic                       | Varvara Gracsova Kamilla Rahimova       | Cristina Bucșa Ana Konjuh Catherine McNally Kristina Mladenovic             |
| Október 17    | Open Capfinances Rouen Métropole Rouen, Franciaország $115,000 – Kemény (f) – 32E/8Q/16P                 | Natyela Dzalamidze Kamilla Rahimova 6–2, 7–5             | Doi Miszaki Okszana Kalasnikova         | Varvara Gracsova Kamilla Rahimova       | Cristina Bucșa Ana Konjuh Catherine McNally Kristina Mladenovic             |
| Október 24    | Abierto Tampico Tampico, Mexikó $115,000 – Kemény – 32E/16Q/16P                                          | Elisabetta Cocciaretto 7–6(5), 4–6, 6–1                  | Magda Linette                           | Rebecca Marino Csu Lin                  | Elise Mertens Leylah Fernandez Kateřina Siniaková Camila Osorio             |
| Október 24    | Abierto Tampico Tampico, Mexikó $115,000 – Kemény – 32E/16Q/16P                                          | Tereza Mihalíková Aldila Sutjiadi 7–5, 6–2               | Ashlyn Krueger Elizabeth Mandlik        | Rebecca Marino Csu Lin                  | Elise Mertens Leylah Fernandez Kateřina Siniaková Camila Osorio             |
| Október 31    | Dow Tennis Classic Midland, Egyesült Államok $115,000 – Kemény (f) – 32E/16Q/16P                         | Catherine McNally 6–3, 6–2                               | Anna-Lena Friedsam                      | Ann Li Peyton Stearns                   | Hibino Nao Camila Osorio Katherine Sebov Sofia Kenin                        |
| Október 31    | Dow Tennis Classic Midland, Egyesült Államok $115,000 – Kemény (f) – 32E/16Q/16P                         | Asia Muhammad Alycia Parks 6–2, 6–3                      | Anna-Lena Friedsam Nagyija Kicsenok     | Ann Li Peyton Stearns                   | Hibino Nao Camila Osorio Katherine Sebov Sofia Kenin                        |
| November 7    | Copa LP Chile Colina, Chile $115,000 – Salak – 32E/16Q/16P                                               | Mayar Sherif 3–6, 7–6(3), 7–5                            | Katerina Baindl                         | Caroline Dolehide Danka Kovinić         | Emma Navarro Julia Grabher Victoria Jiménez Kasintseva Gyiana Snajgyer      |
| November 7    | Copa LP Chile Colina, Chile $115,000 – Salak – 32E/16Q/16P                                               | Jana Szizikova Aldila Sutjiadi 6–1, 3–6, [10–7]          | Mayar Sherif Tamara Zidanšek            | Caroline Dolehide Danka Kovinić         | Emma Navarro Julia Grabher Victoria Jiménez Kasintseva Gyiana Snajgyer      |
| November 14   | Buenos Aires Open Buenos Aires, Argentína $115,000 – Salak – 32E/16Q/16P                                 | Udvardy Panna 6–4, 6–1                                   | Danka Kovinić                           | María Carlé Paula Ormaechea             | Victoria Jiménez Kasintseva Sara Errani Laura Pigossi Gyiana Snajgyer       |
| November 14   | Buenos Aires Open Buenos Aires, Argentína $115,000 – Salak – 32E/16Q/16P                                 | Irina Bara Sara Errani 6–1, 7–5                          | Jang Su-jeong Ju Hsziao-ti              | María Carlé Paula Ormaechea             | Victoria Jiménez Kasintseva Sara Errani Laura Pigossi Gyiana Snajgyer       |
| November 21   | Montevideo Open Montevideo, Uruguay $115,000 – Salak – 32E/16Q/16P                                       | Gyiana Snajgyer 6–4, 6–4                                 | Léolia Jeanjean                         | Katerina Baindl İpek Öz                 | Clara Burel Hailey Baptiste Darja Asztahova Irina Bara                      |
| November 21   | Montevideo Open Montevideo, Uruguay $115,000 – Salak – 32E/16Q/16P                                       | Ingrid Gamarra Martins Luisa Stefani 7–5, 6–7(8), [10–6] | Quinn Gleason Elixane Lechemia          | Katerina Baindl İpek Öz                 | Clara Burel Hailey Baptiste Darja Asztahova Irina Bara                      |
| November 28   | Crèdit Andorrà Open Andorra la Vella, Andorra $115,000 – Kemény (f) – 32E/16Q/8P                         | Alycia Parks 6–1, 6–4                                    | Rebecca Peterson                        | Ana Konjuh Cristina Bucșa               | Csang Suaj Weronika Falkowska Sabine Lisicki Alison Van Uytvanck            |
| November 28   | Crèdit Andorrà Open Andorra la Vella, Andorra $115,000 – Kemény (f) – 32E/16Q/8P                         | Cristina Bucșa Weronika Falkowska 7–6(4), 6–1            | Angelina Gabujeva Anasztaszija Zaharova | Ana Konjuh Cristina Bucșa               | Csang Suaj Weronika Falkowska Sabine Lisicki Alison Van Uytvanck            |
| December 5    | Open Angers Arena Loire Angers, Franciaország $115,000 – Kemény (f) – 32E/16Q/8P                         | Alycia Parks 6–4, 4–6, 6–4                               | Anna-Lena Friedsam                      | Jessika Ponchet Anhelina Kalinyina      | Markéta Vondroušová Clara Burel Émeline Dartron Clara Tauson                |
| December 5    | Open Angers Arena Loire Angers, Franciaország $115,000 – Kemény (f) – 32E/16Q/8P                         | Alycia Parks Csang Suaj 6–2, 6–2                         | Miriam Kolodziejová Markéta Vondroušová | Jessika Ponchet Anhelina Kalinyina      | Markéta Vondroušová Clara Burel Émeline Dartron Clara Tauson                |
| December 12   | Open de Limoges Limoges, Franciaország $115,000 – Kemény (f) – 32S/16Q/8D                                | Anhelina Kalinyina 6–3, 5–7, 6–4                         | Clara Tauson                            | Anna Blinkova Lucia Bronzetti           | Csang Suaj Ana Bogdan Varvara Gracsova Clara Burel                          |
| December 12   | Open de Limoges Limoges, Franciaország $115,000 – Kemény (f) – 32S/16Q/8D                                | Okszana Kalasnikova Marta Kosztyuk 7–5, 6–1              | Alicia Barnett Olivia Nicholls          | Anna Blinkova Lucia Bronzetti           | Csang Suaj Ana Bogdan Varvara Gracsova Clara Burel                          |

### Győzelmek versenyzőnként
| Össz | Versenyző                     | Egyéni | Páros | Egyéni | Páros |
| ---- | ----------------------------- | ------ | ----- | ------ | ----- |
| 4    | Mayar Sherif (EGY)            | ●      | ●     | 3      | 1     |
| 4    | Alycia Parks (USA)            | ●      | ●     | 2      | 2     |
| 2    | Elisabetta Cocciaretto (ITA)  | ●      | ●     | 1      | 1     |
| 2    | Sara Errani (ITA)             | ●      | ●     | 1      | 1     |
| 2    | Beatriz Haddad Maia (BRA)     | ●      | ●     | 1      | 1     |
| 2    | Claire Liu (USA)              | ●      | ●     | 1      | 1     |
| 2    | Udvardy Panna (HUN)           | ●      | ●     | 1      | 1     |
| 2    | Coco Vandeweghe (USA)         | ●      | ●     | 1      | 1     |
| 2    | Irina Bara (ROU)              |        | ●     | 0      | 2     |
| 2    | Aliona Bolsova (ESP)          |        | ●     | 0      | 2     |
| 2    | Tereza Mihalíková (SVK)       |        | ●     | 0      | 2     |
| 2    | Asia Muhammad (USA)           |        | ●     | 0      | 2     |
| 2    | Aldila Sutjiadi (INA)         |        | ●     | 0      | 2     |
| 1    | Irina-Camelia Begu (ROU)      | ●      |       | 1      | 0     |
| 1    | Ana Bogdan (ROU)              | ●      |       | 1      | 0     |
| 1    | Julia Grabher (AUT)           | ●      |       | 1      | 0     |
| 1    | Valendíni Gramatikopúlu (GRE) | ●      |       | 1      | 0     |
| 1    | Jang Su-jeong (KOR)           | ●      |       | 1      | 0     |
| 1    | Anhelina Kalinyina (UKR)      | ●      |       | 1      | 0     |
| 1    | Tamara Korpatsch (GER)        | ●      |       | 1      | 0     |
| 1    | Catherine McNally (USA)       | ●      |       | 1      | 0     |
| 1    | Jule Niemeier (GER)           | ●      |       | 1      | 0     |
| 1    | Gyiana Snajgyer (RUS)         | ●      |       | 1      | 0     |
| 1    | Alison Van Uytvanck (BEL)     | ●      |       | 1      | 0     |
| 1    | Maryna Zanevska (BEL)         | ●      |       | 1      | 0     |
| 1    | Cseng Csin-ven (CHN)          | ●      |       | 1      | 0     |
| 1    | Darja Asztahova (RUS)         |        | ●     | 0      | 1     |
| 1    | Bondár Anna (HUN)             |        | ●     | 0      | 1     |
| 1    | Madison Brengle (USA)         |        | ●     | 0      | 1     |
| 1    | Cristina Bucșa (ESP)          |        | ●     | 0      | 1     |
| 1    | Olga Danilović (SRB)          |        | ●     | 0      | 1     |
| 1    | Doi Miszaki (JPN)             |        | ●     | 0      | 1     |
| 1    | Natyela Dzalamidze (GEO)      |        | ●     | 0      | 1     |
| 1    | Ulrikke Eikeri (NOR)          |        | ●     | 0      | 1     |
| 1    | Weronika Falkowska (POL)      |        | ●     | 0      | 1     |
| 1    | Varvara Flink (RUS)           |        | ●     | 0      | 1     |
| 1    | Ingrid Gamarra Martins (BRA)  |        | ●     | 0      | 1     |
| 1    | Andrea Gámiz (VEN)            |        | ●     | 0      | 1     |
| 1    | Ekaterine Gorgodze (GEO)      |        | ●     | 0      | 1     |
| 1    | Hozumi Eri (JPN)              |        | ●     | 0      | 1     |
| 1    | Dalila Jakupović (SLO)        |        | ●     | 0      | 1     |
| 1    | Okszana Kalasnikova (GEO)     |        | ●     | 0      | 1     |
| 1    | Kato Miju (JPN)               |        | ●     | 0      | 1     |
| 1    | Marta Kosztyuk (UKR)          |        | ●     | 0      | 1     |
| 1    | Tena Lukas (CRO)              |        | ●     | 0      | 1     |
| 1    | Rebeka Masarova (ESP)         |        | ●     | 0      | 1     |
| 1    | Kristina Mladenovic (FRA)     |        | ●     | 0      | 1     |
| 1    | Ninomija Makoto (JPN)         |        | ●     | 0      | 1     |
| 1    | Rebecca Peterson (SWE)        |        | ●     | 0      | 1     |
| 1    | Kamilla Rahimova (RUS)        |        | ●     | 0      | 1     |
| 1    | Andreea Roșca (ROU)           |        | ●     | 0      | 1     |
| 1    | Jana Szizikova (RUS)          |        | ●     | 0      | 1     |
| 1    | Luisa Stefani (BRA)           |        | ●     | 0      | 1     |
| 1    | Csang Suaj (CHN)              |        | ●     | 0      | 1     |
| 1    | Kimberley Zimmermann (BEL)    |        | ●     | 0      | 1     |

### Győzelmek országonként
| Össz | Ország                    | Egyéni | Páros |
| ---- | ------------------------- | ------ | ----- |
| 10   | Amerikai Egyesült Államok | 5      | 5     |
| 5    | Románia                   | 2      | 3     |
| 4    | Egyiptom                  | 3      | 1     |
| 4    | Olaszország               | 2      | 2     |
| 3    | Belgium                   | 2      | 1     |
| 3    | Brazília                  | 1      | 2     |
| 3    | Magyarország              | 1      | 2     |
| 3    | Grúzia                    | 0      | 3     |
| 3    | Japán                     | 0      | 3     |
| 3    | Spanyolország             | 0      | 3     |
| 2    | Németország               | 2      | 0     |
| 2    | Kína                      | 1      | 1     |
| 2    | Ukrajna                   | 1      | 1     |
| 2    | Indonézia                 | 0      | 2     |
| 2    | Szlovákia                 | 0      | 2     |
| 1    | Ausztria                  | 1      | 0     |
| 1    | Görögország               | 1      | 0     |
| 1    | Dél-Korea                 | 1      | 0     |
| 1    | Horvátország              | 0      | 1     |
| 1    | Franciaország             | 0      | 1     |
| 1    | Norvégia                  | 0      | 1     |
| 1    | Lengyelország             | 0      | 1     |
| 1    | Szerbia                   | 0      | 1     |
| 1    | Szlovénia                 | 0      | 1     |
| 1    | Svédország                | 0      | 1     |
| 1    | Venezuela                 | 0      | 1     |